# إيزاو كيكوتشي
إيزاو كيكوتشي (بالإنجليزية: Isao Kikuchi)‏ هو رسام ومصمم جرافيك أمريكي، ولد في 9 ديسمبر 1921، وتوفي في 31 أغسطس 2017.